# Palamedes (caballero del Rey Arturo)

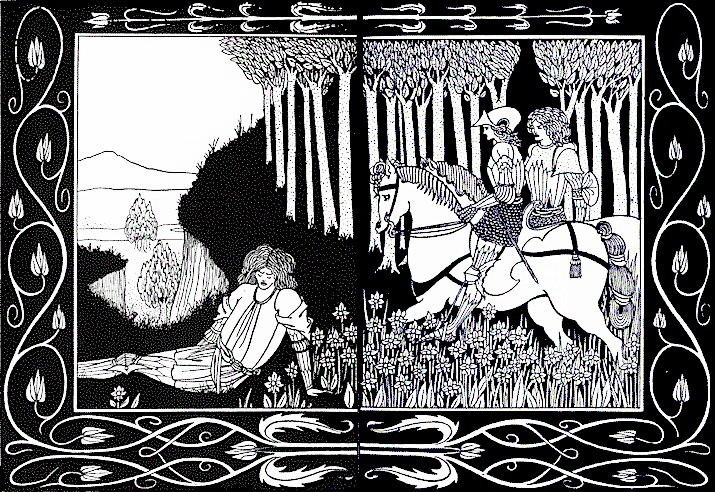
Ilustración de Aubrey Beardsley para la obra de Malory La muerte de Arturo (X, 14. J. M. Dent & Co. Londres. 1893-1894): How King Marke and Sir Dinadan heard Sir Palomides making great sarrow and mourning for La Beale Isoud (De cómo el rey Marco y Sir Dinadan oyeron a Sir Palomides llorar y lamentarse grandemente por la hermosa Isolda).

Escudo de armas imaginario de Palamedes

Palamedes (llamado también Palamede, Palomides o alguna otra variante) era un caballero de la «Mesa Redonda», en la leyenda del rey Arturo. Era originalmente pagano, aunque luego se convirtió a la cristiandad. Su amor no correspondido por la princesa irlandesa Isolda lo puso en conflicto con Tristán. El padre de Palamedes era el rey Esclabor; sus hermanos Safir y Segwarides se unen también a la Mesa Redonda. 
Palamedes aparece primero en la versión conocida como «Tristán de prosa», en francés, una expansión temprana de la prosa del siglo XIII de la leyenda de Tristán e Isolda. Palamedes fue introducido como un caballero que lucha por la mano de Isolda en un torneo en Irlanda; en el combate, Tristán resulta vencedor, para la delicia de la princesa. Tristán le perdona la vida, pero le prohíbe portar armas por un año o seguir cortejando a Isolda de nuevo. Después de casarse Isolda con el rey Mark, Palamedes rescata a Brangaine, la sirviente de la princesa, y se une a la Mesa Redonda y entra en varios duelos con Tristán, que son aplazados generalmente o terminan sin un ganador claro. Finalmente acaban reconciliándose, pero comparten una relación de amor-odio durante el resto de la narrativa. 
Palamedes aparece también en el Ciclo de la Post-Vulgata, La muerte de Arturo de Thomas Malory, e incluso dio su nombre a su propio romance, El Palamedes. El Palamedes existe en fragmentos y como parte de La Compilación vasta de Rustichello de Pisa, y detalla las aventuras de dos generaciones de héroes del rey Arturo. Algunos cuentos revelan el fondo de Palamedes: su padre era un rey de Babilonia que es mandado a Roma donde él salva la vida del Emperador; él entonces viaja a Gran Bretaña donde él rescata y ofrece amistad a Rey Pellinore. Muchos cuentos tienen también Palamedes como el cazador de la Bestia, una abominación que sólo el escogido puede matar. La caza es frustrante e inútil como la persecución de Iseult, y en la mayoría de las versiones se queda inacabado. Sin embargo, en los Palamedes de Poste-Vulgata la conversión a cristiandad durante la Búsqueda del Grial le permite liberarse de sus enredos materiales, Percival y Galahad le ayudan a atrapar a la bestia en un lago, donde él finalmente lo mata. La Poste-Vulgata y Malory tienen Palamedes y Safir que unen Lancelot después que el gran asunto del caballero con la Reina Ginebra se expone; los hermanos acompañan finalmente a Lancelot a Francia, donde Palamedes se hace Duque de Provenza.